# マルクス主義社会学
マルクス主義社会学（マルクスしゅぎしゃかいがく）は、マルクス主義の観点を応用した社会学の研究。 マルクス主義自体が、科学的、体系的、客観的方法にとどまり、純粋な規範主義、観点への固執に陥らないのであれば、政治哲学であると同時に社会学方法論と見なされ得るものである。したがって、マルクス主義社会学は、「紛争理論の一形態であり、... マルクス主義の目的である資本主義社会の解明に取り組む実証主義（経験論）的科学であり、革命的労働者階級を動員する手段のひとつである」とされる。
このアプローチは、緩やかに定義された学問分野としての批判理論やカルチュラル・スタディーズの発展に貢献してきた。アメリカ社会学会 (ASA) は、マルクス主義社会学のための部門をもっており、「マルクスの方法論やマルクス主義的分析が、現代社会の複雑な動態の説明に、いかに役立つかに関心を寄せている」とされる。

## 概念と課題
マルクス主義社会学の関心は、おもに社会と経済の関係に向けられるが、それだけに限定される訳でもない。特に、下位分野の鍵となる概念には、唯物史観、生産様式、資本と労働の関係などが含まれる。また、マルクス主義社会学は、先住民や奴隷状態に置かれた人々、貧困労働者などに対して、資本主義の名の下に警察権力がどのように用いられるかにも関心を寄せている
マルクス主義社会学者が提起するおもな課題には以下のようなものがある。
- 資本は、いかにして労働者を支配するか?
- 生産様式は、いかにして社会階級に影響する?
- 労働者、資本、国家、文化の関係とは何か?
- 経済要因は、いかにしてジェンダーや人種などの不平等に関わっているか?
- マルクス主義的社会主義の中で、警察の役割は何か?

社会学理論の分野において、マルクス主義社会学は主要な社会学的パラダイムのひとつと認識されており、紛争理論や批判理論と結びつけられている。マルクス主義自体やマルクス主義哲学とは異なり、マルクス主義社会学は階級革命をさほど重視せず、実践の批判哲学よりも、社会の客観的な政治経済学的研究が重視されている。このため、この分野は経済社会学のひとつの分野と理解することもできる。

## 歴史的展開
カール・マルクスの思想に影響を受けたマルクス主義社会学が登場したのは、20世紀初頭のことである。社会学におけるマルクス主義学派の最初は、カール・グリュンベルクやアントニオ・ラブリオラをはじめとするオーストリア・マルクス主義と称された人々であった。
この分野の展開の大部分は学界の外縁部で起こり、マルクス主義者たちは「ブルジョワ」社会学に反対した。この勢力は、いっときはロシア革命によるソビエト連邦の成立によって勢いを増した。しかし、程なくして、社会学自体がソ連の中で「ブルジョワ」科学として弾圧されることとなった。数十年後、社会学は共産圏諸国においても再建され、マルクス主義社会学の中には、二つの異なる潮流が発展することとなった。
- ソビエト・マルクス主義（英語版）：マルクス・レーニン主義学派として、おもにソ連における20世紀の共産主義体制の下で発展し国家の利益に奉仕した。唯物史観への教条的従属を強いられたことで極めて窮屈なものとなった。
- 西欧マルクス主義（英語版）：西側諸国におけるマルクス主義の研究を中心とする学派。1940年代に西側の学界に受け入れられるようになり、やがて批判理論で知られるフランクフルト学派など、いくつもの立場を生み出した。

かつて国家が支持していたという経緯から、ポスト共産主義諸国においてはマルクス主義思想への反発がある（例えばポーランドの社会学）。しかし、マルクス主義社会学は、残存する共産主義国家からの強制、支持をなお受け続けている（例えば中国の社会学）。

## 関連文献

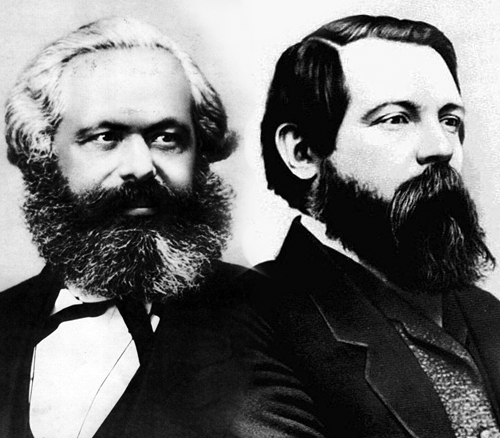
マルクス

- マルクスTom B. Bottomore, Marxist sociology, Macmillan, 1975
- Martin Shaw, Marxist sociology revisited: critical assessments, Macmillan, 1985